# The Boat That Rocked
The Boat That Rocked is een muzikale komische film uit 2009 onder regie van Richard Curtis. Het verhaal is losjes gebaseerd op de geschiedenis van Radio Caroline.

## Verhaal
Engeland, 1966. De 18-jarige Carl is van school gestuurd wegens drugsgebruik. Moeder Charlotte stuurt hem naar zijn peetoom Quentin, zodat Carl kan leren om zich volwassen te gedragen.
Quentin is de baas van Radio Rock, een piratenzender die 24 uur per dag rock- en popmuziek uitzendt vanaf een schip in de Noordzee. Rock- en popmuziek beleven hun hoogtijdagen, maar worden maar weinig gedraaid op de reguliere Britse radiozenders. Radio Rock is daarom razend populair en de diskjockeys genieten een sterrenstatus.
Aan boord maakt Carl kennis met Quentin en zijn team. Er zijn de diskjockeys: de brutale Amerikaan The Count (‘De Graaf’), grappenmaker Doctor Dave, de ietwat naïeve goedzak Simon Swofford, de zwijgzame casanova Midnight Mark, kluizenaar en nachtdier Bob Silver en de eigenaardige Nieuw-Zeelander Angus ‘The Nut’ Nutsford. Daarnaast zijn er de nieuwslezer John Mayford en de assistenten Harold en Thick (‘Domme’) Kevin. Ongetrouwde vrouwen mogen niet aan boord wonen, maar voor de lesbische Felicity is een uitzondering gemaakt; zij zorgt voor het eten. Er zijn geregeld momenten waarop fans en vrienden het schip bezoeken.
Dave maakt er zijn persoonlijke missie van om Carl ontmaagd te laten worden. Hij probeert hem stiekem in bed te krijgen met zijn eigen minnares Desiree, maar de wisseltruc mislukt. Carl heeft zelf meer interesse in Marianne, de nicht van Quentin. Net als hij denkt dat hij een kans maakt, treft hij Marianne aan in bed met Dave. Intussen vraagt ‘Domme’ Kevin zich af waarom Carl naar Quentin is gestuurd; het schip van Radio Rock is immers niet de beste plek om uit de buurt van drugs te blijven. Is het misschien de bedoeling dat Carl zijn vader leert kennen? Carl weet niet wie zijn vader is, maar vermoedt dat het Quentin is. Later komt zijn moeder op bezoek en onthult dat Bob zijn echte vader is.
Minister Dormandy is vastbesloten om piratenzenders te verbieden en laat zijn assistent Twatt steeds opnieuw zoeken naar mogelijkheden, terwijl zijn secretaresse Miss C stiekem naar Radio Rock luistert. Dormandy verbiedt bedrijven om te adverteren bij de piratenzenders. Quentin slaat terug door de legendarische dj Gavin Kavanagh terug te halen van zijn reis door Amerika. Iedereen aan boord is blij met de terugkeer van Gavin, behalve The Count, die als vervanger van Gavin een speciale status had. Later blijkt dat Gavin in bed is gedoken met de vrouw van Simon, terwijl Simon net een paar uur tevoren met haar was getrouwd. The Count werpt zich op als verdediger van de eer van Simon en daagt Gavin uit tot een chicken game. Gavin en The Count klimmen in de zendmast, springen vanaf de top in zee en sluiten vrede nadat ze allebei licht gewond raken.
Uiteindelijk krijgt Dormandy het voor elkaar om Radio Rock te verbieden, maar de dj’s gaan door met hun werk. Om de politie te ontwijken wordt het scheepsanker gelicht en de motoren gestart, maar achterstallig onderhoud leidt tot een explosie in de machinekamer. Er ontstaat een gat in de romp, de reddingsboten zijn onbruikbaar en het schip begint te zinken. Terwijl Gavin via de radio de luisteraars om hulp vraagt, weet Carl zijn vader Bob te redden. Net op tijd verschijnen de fans met bootjes om de bemanning te redden. 

## Rolverdeling
| Acteur                 | Personage                |
| ---------------------- | ------------------------ |
| Philip Seymour Hoffman | "The Count"              |
| Tom Sturridge          | "Young" Carl             |
| Bill Nighy             | Quentin                  |
| Will Adamsdale         | "News" John Mayford      |
| Rhys Ifans             | Gavin Kavanagh           |
| Nick Frost             | "Doctor" Dave            |
| Tom Brooke             | "Thick" Kevin            |
| Rhys Darby             | Angus "The Nut" Nutsford |
| Katherine Parkinson    | Felicity                 |
| Chris O'Dowd           | "Simple" Simon Swafford  |
| Tom Wisdom             | "Midnight" Mark          |
| Ralph Brown            | "Smooth" Bob Silver      |
| Ike Hamilton           | Harold                   |
| Kenneth Branagh        | sir Alistair Dormandy    |
| Sinead Matthews        | miss Clitt               |
| Jack Davenport         | Domenic Twatt            |
| Talulah Riley          | Marianne                 |
| Emma Thompson          | Charlotte                |
| January Jones          | Elenore                  |
| Gemma Arterton         | Desiree                  |

## Achtergrond

### Productie

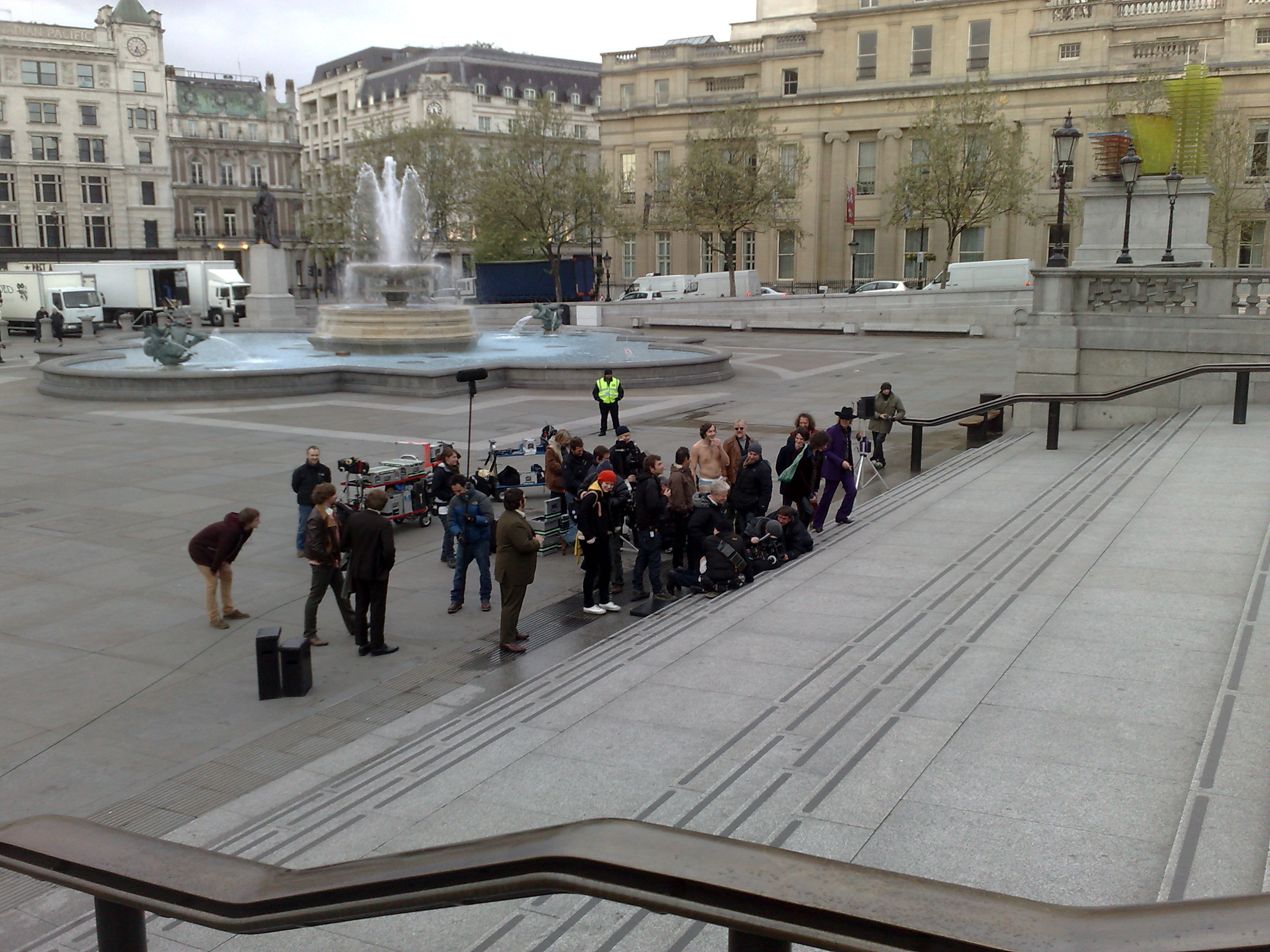
Een draaidag

Regisseur en scenarioschrijver Richard Curtis groeide op als kind in de jaren 60 en was een groot fan van popmuziek. Toen hij het script schreef van de periodefilm, probeerde hij te voorkomen dat het een historische film zou worden. Dit deed hij om niet aangeklaagd te kunnen worden. Dit overkwam hem namelijk eerder toen Notting Hill (1999) werd uitgebracht. De boot was volgens hem erg belangrijk. Het moest symbolisch zijn voor de oude tijd en een ontsnapping aan de maatschappij. Bill Nighy, een van de hoofdrolspelers, vertelde in een interview dat het vooral een excuus van Curtis was om muziek te kunnen draaien uit de jaren 60, waaronder The Who, Small Faces en The Kinks.
Acteur Nick Frost vertelde dat hij ter voorbereiding vier maanden lang alleen maar luisterde naar muziek waar zijn personage van hield. Hij vond het een fysiek intensieve rol, omdat er draaidagen waren waarop hij tien uur achter elkaar moest dansen op een boot. Ook Rhys Ifans merkte op dat het fysiek veel van hem vroeg en dat alle acteurs een week voor het begin van de opnames naar een trainingskamp werden gestuurd.
Voor de rol van Carl deden in twee maanden tijd 70 jongemannen auditie, voordat Tom Sturridge de rol kreeg. Hij vertelde dat hij veel improviseerde op de set, maar dat het wel wennen was , omdat hij voorheen alleen in dramafilms had gespeeld. Curtis zei dat filmen op een boot verrassend makkelijk ging. Er waren af en toe problemen als er storm was, maar daar hield het bij op. Volgens de regisseur hadden voornamelijk January Jones en Emma Thompson last van misselijkheid.
Het voormalige Nederlandse hospitaal-kerkschip De Hoop IV werd gebruikt voor de film. Het is voor de gelegenheid uitgerust met twee namaakzendmasten.

### Ontvangst
De film kreeg voornamelijk matige recensies. Het Britse dagblad The Daily Telegraph schreef dat de film enkele magische momenten had, maar te lang duurde. In Nederland opende de film in 80 zalen en werd het resultaat overwegend positief ontvangen. Het filmblad Filmvalley sprak er vol lof over, noemde de film 'een feest voor iedereen' en becijferde het met een 8/10. De Preview noemde het 'swingend' en 'zelfs met ogen dicht een aanrader'. Een website die filmrecensies levert gaf de film 2,5 uit 5 sterren en schreef dat het grootste manco een 'gebrek aan een plot' is. De acteerprestaties werden wel geprezen. NU.nl vond het een 'nostalgische feelgood-movie' en gaf het vier uit vijf sterren.
De Nederlandse kranten waren iets strenger met hun beoordeling. Het dagblad de Volkskrant gaf de film drie uit vijf sterren. De matige reacties waren volgens hen te verklaren aan het feit dat het in Engeland werd gepromoot als een romantische komedie, hetgeen niet het geval is. Het NRC Handelsblad noemde de film een 'klucht' en had vooral kritiek aan een overvloed aan liedjes en te veel dialogen over seks.